# 奧托·李林塔爾
奧托·李林塔爾（Otto Lilienthal，1848年5月23日—1896年8月10日）是一位德國航空先驅，以「德國滑翔機之王」及綽號「蝙蝠俠」聞名於世。他也是歷史上首位能夠重複成功完成滑翔飛行的人。他依循著喬治·凱利爵士原先的實驗態度來進行測試。許多國家的報紙與雜誌都刊登出奧托·李林塔爾的滑翔照片，促使社會大眾與科學界改變原本對於飛行機器的看法。

## 早年
奧托·李林塔爾出生於普鲁士波美拉尼亞省安克拉姆（Anklam），是父母8個孩子中年紀最大的，父親擁有數學的專業知識，母親則在柏林與德勒斯登研究音樂。後來李林塔爾一家因為經濟拮据，於是決定舉家遷移到美國。不過因為父親突然過世導致這項計畫中止，當時奧托·李林塔爾12歲。後來他在1856年進入安克拉姆的中學就讀，並認識了天文學家斯塔夫·施波雷爾（Gustav Spörer）。他也在這個時期學習飛行測試，並實驗鳥類的飛行。

## 滑翔生涯
奧托·李林塔爾生涯最大的貢獻是推動比空氣重的飛行的進步。他有時在柏林附近由自己建造的人造山丘上進行滑翔試驗，有時也在天然山丘上試驗，特別是在里諾地區。
雖然他的一生奉獻在研究飛行上，他也是位發明家，並改良過用於窩爐系統的小型引擎。他的引擎比許多同時期的小型引擎更加安全。他的弟弟古斯塔夫（1849年－1933年）這時住在澳大利亞，而奧托·李林塔爾在古斯塔夫於1885年返回德國之前皆未參加任何飛行試驗。
英國駕駛員柏西·皮爾徹（Percy Pilcher）與李林塔爾所設計的A型框架已經成為目前懸掛式滑翔與三角翼滑翔機的控制構造。李林塔爾與古斯塔夫一同工作，他並且於1891年首次使用德維茲滑翔機進行實驗，直到他於1896年意外喪生為止，李林塔爾使用他所設計的滑翔機進行超過2,000次的滑翔飛行。他於1894年通過的美國專利指出駕駛員應該抓緊「棒子」來進行懸掛式滑翔。
他可以使用每秒10公尺的上升氣流自山丘上滑翔，並可以停滯在空中來仔細觀看地表。他也可以呼叫地面上的攝影師移動到適合攝影的最佳地點。
李林塔爾對於描述鳥類的飛行進行過精確的研究，尤其是鸛科。他並以圖表來描述鳥類翅膀的空氣動力學，然後進行許多實驗來獲得可靠的航空資料。
李林塔爾藉由轉移他的體重，來控制滑翔機以取得平衡，就像現代的懸掛式滑翔。然而人們不容易去移動身體，而且會出現讓滑翔機往下移動的傾向，這也是很難復原的。其中一個因素是他以肩膀夾住滑翔機，而不是像現在的滑翔者是懸掛在滑翔機下方。只有他的腳與下身可以移動，這也限制了身體的移動量。
他進行許多測試來改進滑翔的穩定性，也考慮過鳥類的撲翼飛行是飛行必要的條件，並以此製造滑翔機器。

## 成名

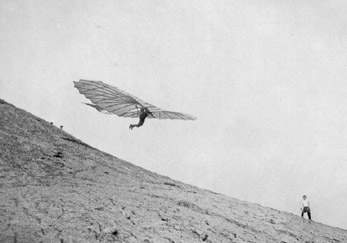
奧托·李林塔爾於1895年的滑翔試驗

奧托·李林塔爾的飛行報導同時在德國國內與國外擴展開來，而且在許多國家科學或大眾出版品上刊登照片與報導。拍攝李林塔爾飛行的攝影師也包括奧托馬爾·安許茨（Ottomar Anschutz）與美國物理學家羅伯特·W·伍德（Robert W. Wood）這些攝影先驅。
奧托·李林塔爾會正式在期刊《Zeitschrift für Luftschifffahrt und Physik der Atmosphäre》與受到大眾歡迎的週刊《Prometheus》上詳細發表自己的飛行經驗。而這些文章會在美國、法國與俄羅斯被翻譯成當地的語言。許多其他國家的人會來柏林拜訪他，其中包括美國的塞繆爾·蘭利、俄羅斯的尼可萊·儒可夫斯基、英國的柏西·皮爾徹及澳大利亞的威爾黑姆·科瑞斯（Wilhelm Kress）。尼可萊·儒可夫斯基在航空領域最重要的著作是關於李林塔爾的飛行機器。而李林塔爾也與許多人通信交換飛行技術，其中包括奧克塔夫·陳納（Octave Chanute）。

## 逝世
奧托·李林塔爾於1896年8月9日從17公尺（56英尺）的空中摔落，造成脊椎斷裂，並於翌日去世，臨終前他的遺言是：「少許犧牲是必須的！」（德語：Kleine Opfer müssen gebracht werden!）。李林塔爾隨後被安葬在位於柏林的蘭克維茨公墓（德語：Friedhof Lankwitz）， 這片墓地現在是柏林其中一個著名的紀念公墓（德語：Ehrengrab）。

## 遺產

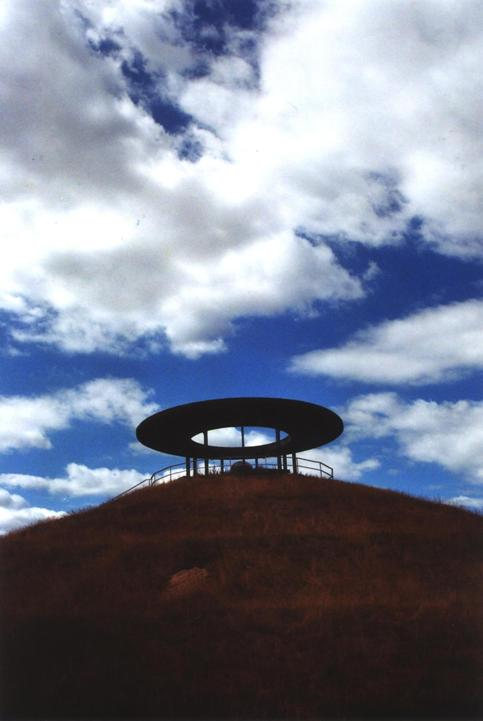
柏林的奧托·李林塔爾紀念碑，攝於2006年

奧托·李林塔爾的故事影響了萊特兄弟的研究，被他們視為激發他們追求操縱飛行的主要靈感來源。不過後來萊特兄弟拋棄了李林塔爾的採用方法，開始使用自己發明的技術。
在19世紀所有嘗試解決飛行問題的人當中，奧托·李林塔爾無疑是最重要的……沒錯，在他之前的數百年間人們已經嘗試過滑翔，而在19世紀中，凱利、斯賓塞、恩漢、穆蘭德與許多其他的人都在滑翔方面進行著輕微的努力，但是他們完全失敗，沒有結果。
柏林最主要的机场之一——柏林－泰格尔奥托·利林塔尔机场以他的名字命名。此外，联邦国防部飞行值勤队的其中一架空中巴士A310 MRTT加油機，亦以其名字冠名。

## 外部連結
- Lilienthal Museum （页面存档备份，存于）
- Lilienthal's appendix （页面存档备份，存于） From Chanute's book Progress in Flying Machines 1893.
- Movies and simulations